# 1437
- Wikisource

| Calendário gregoriano                                                        | 1437 MCDXXXVII                                        |
| Ab urbe condita                                                              | 2190                                                  |
| Calendário arménio                                                           | 886 – 887                                             |
| Calendário bahá'í                                                            | -407 – -406                                           |
| Calendário budista                                                           | 1981                                                  |
| Calendário chinês                                                            | 4133 – 4134 Início a 6 de fevereiro (aproximadamente) |
| Calendário copta                                                             | 1153 – 1154                                           |
| Calendário etíope                                                            | 1429 – 1430                                           |
| Calendários hindus - Vikram Samvat - Calendário nacional indiano - Cáli Iuga | 1492 – 1493 1358 – 1359 4537 – 4538                   |
| Calendário Holoceno                                                          | 11437                                                 |
| Calendário islâmico                                                          | 840 – 842                                             |
| Calendário judaico                                                           | 5197 – 5198                                           |
| Calendário persa                                                             | 815 – 816                                             |
| Calendário rúnico                                                            | 1687                                                  |
| Calendário solar tailandês                                                   | 1980                                                  |

1437 (MCDXXXVII, na numeração romana) foi um ano comum do século XV do Calendário Juliano, da Era de Cristo, e a sua letra dominical foi F (52 semanas), teve início a uma terça-feira e terminou também a uma terça-feira.
| Ano completo                       |
| ---------------------------------- |
| Ano comum com início à terça-feira |

## Eventos
- O Infante D. Henrique, a pedido de seu irmão o rei D. Duarte, organiza uma expedição militar a Tânger que terminou com uma derrota.
- Em 11 de março, uma nova Nova Scorpii AD 1437 foi observada de Seul, Coreia.[1][2]

## Nascimentos
- Isabel Woodville, rainha consorte de Eduardo IV de Inglaterra.

## Mortes
- 03 de Janeiro - Catarina de Valois, princesa de França, rainha consorte de Inglaterra (de parto).
- 22 de Janeiro ou 03 de Fevereiro - Niccolò Niccoli, humanista, bibliófilo, literato e bibliotecário italiano (n. 1364).